# 有村藍里
有村 藍里（ありむら あいり、1990年〈平成2年〉8月18日 - ）は、兵庫県出身の女優、タレント、グラビアアイドルである。本名:同じ。旧芸名:新井 ゆうこ（あらい ゆうこ）。所属事務所はアミックエンターテインメントを経て、個人事務所オフィス・アイリ。妹は女優の有村架純。

## 来歴
兵庫県伊丹市出身。16歳の頃にアミックエンターテインメント.INCに所属し大阪市日本橋のモデルカフェ「PA☆Sha」で、撮影会や広告のモデルとして活動を開始する。当初の芸名は新井ゆうこ。
2012年に初のDVD作品『Green Canvas』をリリースし、2014年に「TSUTAYAプリンセス2014」でグランプリに選ばれた。
後追いで芸能界に入った妹の有村架純に迷惑をかけたくないと、姉妹関係であることは明かしていなかったが、2015年に報道される。この頃、引退を決意するが、架純からの「私のためにお姉ちゃんが好きなことを出来ないのはイヤ」という言葉によって思いとどまる。なお、妹とは仕事で共演したことはないが、SNSでは一緒に写った写真を公表したことはある。
2017年3月30日に芸名を本名の有村藍里（ありむら あいり）へ改名。改名の理由は「母親から本名で活動して欲しいと言われ、事務所からの独立を機に改名した｣。
2017年モデルプレス上半期アクセスランキング2位を獲得。2017年5月、初の写真集『i』（講談社）を発売。
2018年4月配信のフェイクドキュメンタリードラマ『プロデューサーK』第3弾でドラマに初出演してヒロイン役を演じ、女優業を始める。2019年3月公開の『Bの戦場』で映画に初出演。
2019年3月3日、フジテレビ『ザ・ノンフィクション』で美容整形を受けたことを明らかにする。
2019年『週刊プレイボーイ』23号で整形後初の水着グラビアを披露。デジタル写真集を発売。
2019年9月、『フォトテクニックデジタル』（玄光社）で初の表紙を飾る。同月、初フォトエッセイ集『1mmでも可愛くなりたい』（扶桑社）を発売。
2021年7月にアパレルブランド「rose bleue」と、2022年3月にはコスメライン「CLARUM」を開設してディレクターとなる。
2024年11月20日に5年ぶりとなるデジタル写真集『あいりのまま。』（講談社）を発売。

## 人物
- 幼い頃から人見知りで、中学時代も性格は変わらず学校へ行くのが嫌になっていた。部活がきっかけで、友人を作るタイミングを逃してしまい不登校になる[26]。唯一のコミュニケーションの相手は家族だったが、頻繁に会話をしていたため救われたという[26]。
- 高校時代、平日は学校へ通い放課後はアルバイト。休日は大阪でモデル撮影と忙しい日々であった。アルバイトを始めたことで初対面の人と話せるようになり、人見知りも少しずつなくなっていった[27]。
- 大阪と東京を行き来する生活を数年間続けていたが、テレビのロケで2週間宮古島に滞在したことがきっかけで、27歳の時上京する[28]。
- 2021年6月8日、Twitter上で皮膚むしり症であることを公表[29][30]。また、大幅な整形の後遺症として顔の半分くらいの感覚が鈍いままだという（事前にリスクとして告知されていたことなので後悔はない[31]）。

## 作品

### 書籍
- 『1mmでも可愛くなりたい。』（2019年9月1日、扶桑社）ISBN 978-4594082833

### 写真集
- i（2017年5月25日、講談社、撮影：西田幸樹）ISBN 978-4063528596

### DVD
- Green Canvas（2012年12月20日、アクアハウス）
- Sweet Tenderly（2013年7月26日、オルスタックピクチャーズ）
- ゆうこお姉ちゃん（2014年3月22日、竹書房）
- YOU & I（2015年12月4日、エスデジタル）
- と、ゆうこと。（2016年3月4日、グラビジョン）

## 出演

### テレビ番組
- 恋んトス シーズン6（2017年7月14日 ‐ 9月29日、TBS・RKB） ‐ 藍里

### 配信番組
- 今夜、釈明しますm(_ _)m（AbemaTV SPECIAL2チャンネル）[32]
- 豪華芸能人のプライベート24時間生配信第4弾（SHOWROOM）
- 『瀬戸内寂聴と8人のインフルエンサー』（YouTube）
- 今年中に絶対結婚できるＴＶ（AGARUTV 今年中に絶対結婚できるTV）
- チャンスの時間（2019年4月3日[33][34]、AbemaTV）

### ラジオ番組
- SHOWROOM主義（TOKYOFM）
- シン鷹の爪団の世界征服ラヂヲ（TOKYOFM）
- 池田めぐみのFine!（TBSラジオ）
- Yabami RADIO（AbemaRadio）

### 配信ドラマ
- プロデューサーK III（2018年4月23日、GYAO!/Amazonビデオ）- 有村藍里 役[18]
- 「幸福な街並み」鳩山町公式移住推進PR動画～子育て編～（2022年3月）
- 全部やめれたらいいのにね（2021年12月23日、全13話、TEATriCO BOX） - 二階堂苺果 役[35]

### 映画
- Bの戦場（2019年3月15日） - 花岡奈美 役[20][36]

### 舞台
- アリスインプロジェクト「魔銃ドナーKIX[37]」 - 坂上向日葵 役
  - 大阪公演（2015年11月18日 - 22日、大阪・インディペンデントシアター2nd）
  - 和歌山公演（2015年11月28日 - 29日、和歌山マリーナシティFun×Fam劇場）
- アリスインプロジェクト「クォンタムドールズOSAKA[38]」（2016年10月26日 - 30日、大阪・インディペンデントシアター2nd） - 榊秀子 役
- 「無人島に何か一つ持っていくとしたら何持ってく」プラン9（2019年4月27日-28日、下北沢小劇場B1） - 和賀江緑 役
- 「鶫-Long for spring-」(2019年11月27日 - 12月2日、東京・築地ブディストホール)　- 主演・塩谷小鳥 役[39]

### CM
- いろはす二十世紀梨（コカコーラボトリング）

### ミュージックビデオ
- 橋本裕太「CHANGE」（SONY MUSIC）[40]
- 安室奈美恵 MV出演
- UNUBORE「アベックになろうよ」
- UNUBORE「ホレタハレタ!」
- ミオヤマザキ「メンヘラｰ2019verｰ」[41]
- 声にならないよ「あの日のふたり」[42]

### イベント
- 一日警察署長（愛知県警中村警察署、2017年10月）[43]
- 24時間テレビ（香川）
- ボートレース若松
- ボートレース福岡

### その他
- ヴィレッジバンガードとコラボグッズ発売（2018）
- amebaグラビアアイドルブログ総選挙優勝記念特別冠番組（アメスタ）
- 阪神甲子園球場ポスターモデル
- グラドル甲子園（日本テレビ）ゲスト
- イメージガール・WinWin!水素水ドリームカップ2012・2013

## 掲載

### 雑誌
- フォトテクニックデジタル表紙+巻頭撮りおろし（玄光社）
- 週刊プレイボーイ裏表紙+巻末グラビア撮りおろし（集英社）
- 漫画アクション巻中グラビア撮りおろし（双葉社）
- 週刊現代グラビア（講談社）
- アサ芸シークレットグラビア撮りおろし（徳間書店）
- 週刊大衆ヴィーナスグラビア撮りおろし（双葉社）
- 週刊大衆グラビア撮りおろし（双葉社）
- 女性自身（光文社）
- 週刊SPAグラビア撮りおろし（扶桑社）
- 小学館sablaネット写真集
- TSUTAYAプリンセス2014グランプリ
- ヤングアニマル・ヤングアニマル嵐（白泉社）
- コミックアーススター
- FLASHグラビア杯ファイナリスト（光文社）